# Spinomantis
Spinomantis — род бесхвостых земноводных из семейства Mantellidae. Эндемик острова Мадагаскар. В настоящее время он содержит 13 видов. Это древесные или наземные лягушки, обитающие в небольших ручьях или вдоль них. Большинство видов ведут ночной образ жизни.

## Таксономия
Род Spinomantis был описан как подрод рода мадагаскарских лягушек 1992 году. Он был поднят до рода в 2006 году.

## Описание
Spinomantis — лягушки маленького или среднего размера, длина тела взрослых особей 22—60 мм. На пальцах есть рудиментарные или умеренно развитые перепонки. Кончики пальцев заметно увеличены. У самцов субгулярные горловой мешок.

## Виды
Известно 13 видов:
- Spinomantis aglavei (Methuen and Hewitt, 1913)
- Spinomantis bertini (Guibé, 1947)
- Spinomantis brunae (Andreone, Glaw, Vences, and Vallan, 1998)
- Spinomantis elegans (Guibé, 1974)
- Spinomantis fimbriatus (Glaw and Vences, 1994)
- Spinomantis guibei (Blommers-Schlösser, 1991)
- Spinomantis massi (Glaw and Vences, 1994)
- Spinomantis microtis (Guibé, 1974)
- Spinomantis nussbaumi Cramer, Rabibisoa, and Raxworthy, 2008
- Spinomantis peraccae (Boulenger, 1896)
- Spinomantis phantasticus (Glaw and Vences, 1997)
- Spinomantis tavaratra Cramer, Rabibisoa, and Raxworthy, 2008
- Spinomantis beckei Vences, Köhler, and Glaw, 2017